# Corbeil (Marne)
Corbeil é uma comuna francesa na região administrativa do Grande Leste, no departamento de Marne. Estende-se por uma área de 9.72 km², e possui 93 habitantes, segundo o censo de 2018, com uma densidade de 9.6 hab/km².